# Cäsar Barazetti

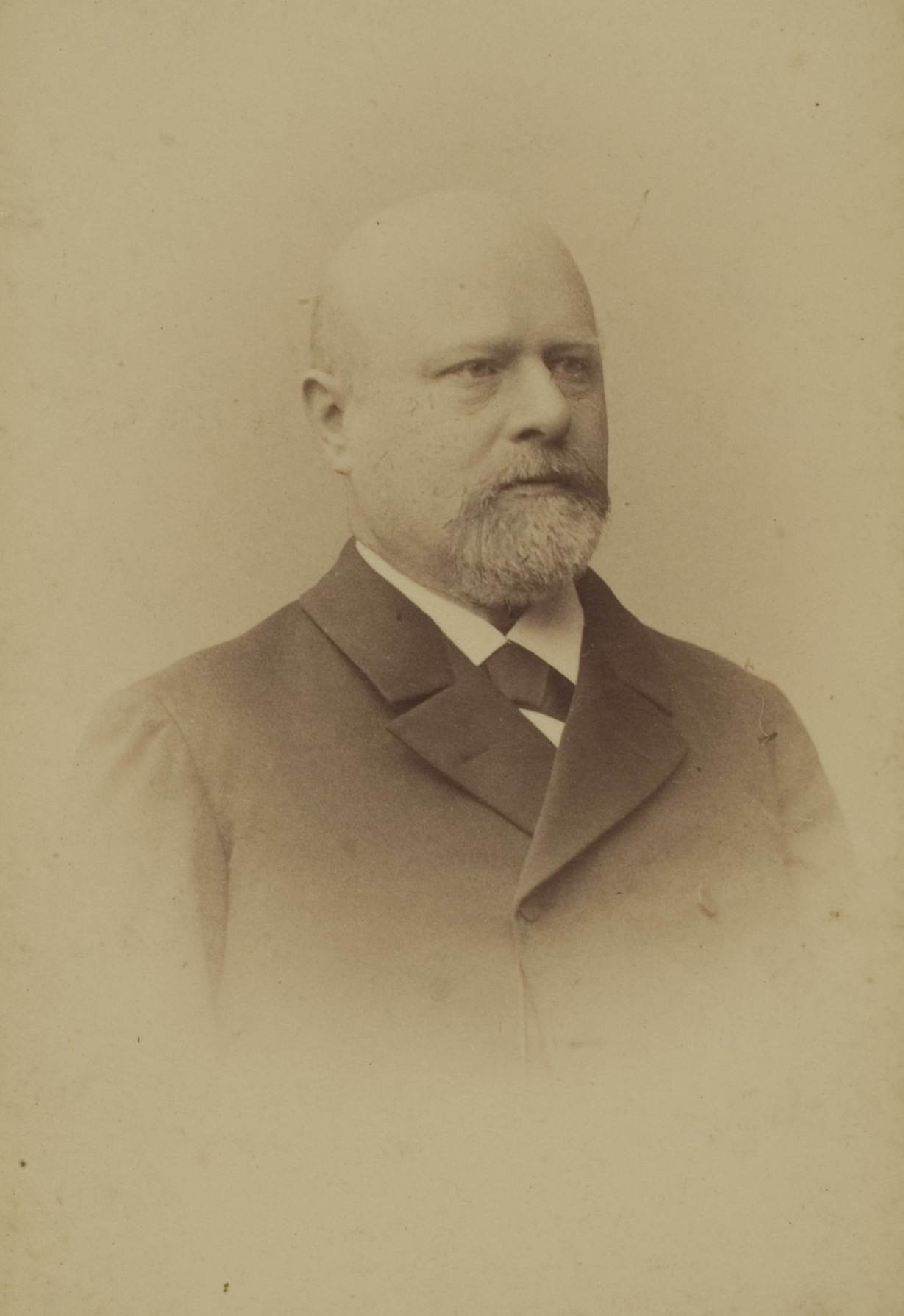
Cäsar Barazetti

August Cäsar Joseph Barazetti (* 13. Januar 1844 in Mannheim; † 5. Juli 1907 in Freiburg im Üechtland) war ein deutscher Jurist und Hochschullehrer.

## Leben
Cäsar Barazetti stammte aus einer im 18. Jahrhundert aus dem Vigezzotal bei Domodossola nach Mannheim eingewanderten und dort schnell zu Ansehen gekommenen Familie. Sein Vater war Oberhofgerichtsadvokat. Von 1863 bis 1867 studierte er Jura in Heidelberg und Bonn und ließ sich nach der zweiten juristischen Staatsprüfung 1871 als Rechtsanwalt in Mannheim nieder. Später wechselte er nach Heidelberg, wo er sich 1884 für Zivilprozessrecht, französisches Zivilrecht und badisches Landrecht habilitierte. Bis zum Herbst 1897 lehrte er Zivilprozessordnung und Römisches Recht an der juristischen Fakultät und wurde 1890 Extraordinarius. Nach kurzem Aufenthalt in Genf siedelte er nach Freiburg in der Schweiz über, wo er die ordentliche Professur für Römisches Recht erhielt und das Schweizer Bürgerrecht erwarb.
Eine schwere Rückgratverletzung infolge eines Sturzes führte 1907 zu seinem Tod.
Er veröffentlichte zahlreiche Bücher zur Prozessordnung. 
Am 18. September 1880 heiratete er die Schriftstellerin Sophie von Le Monnier, die Tochter des Wiener Polizeipräsidenten Anton Ritter von Le Monnier.

## Veröffentlichungen
- Zur Lehre von der Prozessfähigkeit; Mannheim, 1884
- Einführung in das französische Zivilrecht, 1889
- Das Personenrecht mit Ausschluss des Familienrechts nach dem Code Napoléon u. d. badischen Landrechte; Karlsruhe, 1893